# Grisel
Grisel település Spanyolországban,  Zaragoza tartományban. Grisel Tarazona, Vera de Moncayo, Trasmoz, Lituénigo és Santa Cruz de Moncayo községekkel határos. Lakosainak száma 96 fő (2024).

## Népesség
A település népessége az utóbbi években az alábbiak szerint változott:
| Lakosok száma | 64   | 60   | 98   | 84   | 66   | 67   | 75   | 74   | 82   | 96   |
|               | 2001 | 2004 | 2007 | 2009 | 2012 | 2014 | 2017 | 2019 | 2022 | 2024 |